# Liste des planètes mineures (745001-746000)
Voici la liste des planètes mineures numérotées de 745001 à 746000. Les planètes mineures sont numérotées lorsque leur orbite est confirmée, ce qui peut parfois se produire longtemps après leur découverte. Elles sont classées ici par leur numéro.

## Planètes mineures 745001 à 746000
- (745001) 2010 JH211
- (745002) 2010 JN211
- (745003) 2010 JB212
- (745004) 2010 JF213
- (745005) 2010 JE214
- (745006) 2010 KB10
- (745007) 2010 KC10
- (745008) 2010 KS37
- (745009) 2010 KU37
- (745010) 2010 KA39
- (745011) 2010 KL62
- (745012) 2010 KY132
- (745013) 2010 KD155
- (745014) 2010 LJ
- (745015) 2010 LD15
- (745016) 2010 LB34
- (745017) 2010 LC61
- (745018) 2010 LV67
- (745019) 2010 LW67
- (745020) 2010 LZ105
- (745021) 2010 LM108
- (745022) 2010 LG111
- (745023) 2010 LJ112
- (745024) 2010 LC142
- (745025) 2010 LK145
- (745026) 2010 LZ146
- (745027) 2010 LF150
- (745028) 2010 MQ118
- (745029) 2010 MT127
- (745030) 2010 MX128
- (745031) 2010 MV138
- (745032) 2010 MZ138
- (745033) 2010 MQ141
- (745034) 2010 MS141
- (745035) 2010 MC147
- (745036) 2010 ME147
- (745037) 2010 MM147
- (745038) 2010 MO147
- (745039) 2010 MS147
- (745040) 2010 MA149
- (745041) 2010 ME149
- (745042) 2010 NW30
- (745043) 2010 NM114
- (745044) 2010 NO146
- (745045) 2010 NR146
- (745046) 2010 NG147
- (745047) 2010 NN147
- (745048) 2010 OX4
- (745049) 2010 OA129
- (745050) 2010 OA144
- (745051) 2010 OJ149
- (745052) 2010 PC23
- (745053) 2010 PV24
- (745054) 2010 PU59
- (745055) 2010 PT61
- (745056) 2010 PH73
- (745057) 2010 QG1
- (745058) 2010 QP4
- (745059) 2010 QP5
- (745060) 2010 QY5
- (745061) 2010 QS6
- (745062) 2010 QB7
- (745063) 2010 RG7
- (745064) 2010 RV8
- (745065) 2010 RC19
- (745066) 2010 RL19
- (745067) 2010 RS19
- (745068) 2010 RE22
- (745069) 2010 RO27
- (745070) 2010 RY31
- (745071) 2010 RW33
- (745072) 2010 RY37
- (745073) 2010 RR39
- (745074) 2010 RW40
- (745075) 2010 RC60
- (745076) 2010 RU61
- (745077) 2010 RP63
- (745078) 2010 RG72
- (745079) 2010 RA80
- (745080) 2010 RC89
- (745081) 2010 RT89
- (745082) 2010 RE91
- (745083) 2010 RZ97
- (745084) 2010 RP100
- (745085) 2010 RW100
- (745086) 2010 RZ100
- (745087) 2010 RW101
- (745088) 2010 RO117
- (745089) 2010 RV119
- (745090) 2010 RJ120
- (745091) 2010 RO126
- (745092) 2010 RX128
- (745093) 2010 RO133
- (745094) 2010 RP134
- (745095) 2010 RU149
- (745096) 2010 RC153
- (745097) 2010 RR160
- (745098) 2010 RF172
- (745099) 2010 RL177
- (745100) 2010 RW180
- (745101) 2010 RR182
- (745102) 2010 RD185
- (745103) 2010 RM189
- (745104) 2010 RA193
- (745105) 2010 RN193
- (745106) 2010 RC194
- (745107) 2010 RS194
- (745108) 2010 RP195
- (745109) 2010 RJ200
- (745110) 2010 RF202
- (745111) 2010 RS204
- (745112) 2010 RC207
- (745113) 2010 RP211
- (745114) 2010 RB221
- (745115) 2010 SF2
- (745116) 2010 SQ4
- (745117) 2010 SO9
- (745118) 2010 SM12
- (745119) 2010 SZ17
- (745120) 2010 SX18
- (745121) 2010 SX19
- (745122) 2010 SQ24
- (745123) 2010 SJ27
- (745124) 2010 SB37
- (745125) 2010 SB41
- (745126) 2010 SO46
- (745127) 2010 SR46
- (745128) 2010 SD50
- (745129) 2010 SY52
- (745130) 2010 SO62
- (745131) 2010 TB4
- (745132) 2010 TQ7
- (745133) 2010 TA8
- (745134) 2010 TC11
- (745135) 2010 TU40
- (745136) 2010 TG44
- (745137) 2010 TN45
- (745138) 2010 TE52
- (745139) 2010 TP52
- (745140) 2010 TQ52
- (745141) 2010 TC56
- (745142) 2010 TL57
- (745143) 2010 TN57
- (745144) 2010 TB61
- (745145) 2010 TE64
- (745146) 2010 TW73
- (745147) 2010 TH74
- (745148) 2010 TC77
- (745149) 2010 TE88
- (745150) 2010 TL91
- (745151) 2010 TW105
- (745152) 2010 TF122
- (745153) 2010 TJ124
- (745154) 2010 TL125
- (745155) 2010 TA126
- (745156) 2010 TW134
- (745157) 2010 TL139
- (745158) 2010 TO145
- (745159) 2010 TF146
- (745160) 2010 TY146
- (745161) 2010 TY149
- (745162) 2010 TX159
- (745163) 2010 TU164
- (745164) 2010 TB165
- (745165) 2010 TY168
- (745166) 2010 TZ169
- (745167) 2010 TA170
- (745168) 2010 TU177
- (745169) 2010 TH186
- (745170) 2010 TP186
- (745171) 2010 TH187
- (745172) 2010 TV187
- (745173) 2010 TN192
- (745174) 2010 TM196
- (745175) 2010 TV196
- (745176) 2010 TG197
- (745177) 2010 TC199
- (745178) 2010 TN199
- (745179) 2010 TC200
- (745180) 2010 TG200
- (745181) 2010 TF204
- (745182) 2010 TD208
- (745183) 2010 TB213
- (745184) 2010 TO219
- (745185) 2010 TD235
- (745186) 2010 UA2
- (745187) 2010 UL3
- (745188) 2010 UW6
- (745189) 2010 UQ13
- (745190) 2010 UJ16
- (745191) 2010 UR19
- (745192) 2010 UW19
- (745193) 2010 UJ20
- (745194) 2010 US23
- (745195) 2010 UK27
- (745196) 2010 UG28
- (745197) 2010 UA32
- (745198) 2010 UF35
- (745199) 2010 UL39
- (745200) 2010 UY42
- (745201) 2010 UN43
- (745202) 2010 UN48
- (745203) 2010 UP49
- (745204) 2010 UP51
- (745205) 2010 UK56
- (745206) 2010 UO58
- (745207) 2010 UO63
- (745208) 2010 UB69
- (745209) 2010 UD72
- (745210) 2010 UF74
- (745211) 2010 UL83
- (745212) 2010 UJ92
- (745213) 2010 UB97
- (745214) 2010 UE101
- (745215) 2010 UG105
- (745216) 2010 UA107
- (745217) 2010 UA111
- (745218) 2010 UM112
- (745219) 2010 UF114
- (745220) 2010 UL115
- (745221) 2010 UO115
- (745222) 2010 UX115
- (745223) 2010 UN121
- (745224) 2010 UH128
- (745225) 2010 UF129
- (745226) 2010 UN131
- (745227) 2010 VG1
- (745228) 2010 VA18
- (745229) 2010 VY18
- (745230) 2010 VH27
- (745231) 2010 VP27
- (745232) 2010 VH28
- (745233) 2010 VC31
- (745234) 2010 VN32
- (745235) 2010 VQ33
- (745236) 2010 VU34
- (745237) 2010 VZ34
- (745238) 2010 VM48
- (745239) 2010 VS49
- (745240) 2010 VV53
- (745241) 2010 VE59
- (745242) 2010 VX66
- (745243) 2010 VG76
- (745244) 2010 VH78
- (745245) 2010 VA81
- (745246) 2010 VK81
- (745247) 2010 VQ85
- (745248) 2010 VV87
- (745249) 2010 VV96
- (745250) 2010 VB101
- (745251) 2010 VM101
- (745252) 2010 VA110
- (745253) 2010 VK113
- (745254) 2010 VM122
- (745255) 2010 VC125
- (745256) 2010 VX128
- (745257) 2010 VO140
- (745258) 2010 VH147
- (745259) 2010 VH148
- (745260) 2010 VO154
- (745261) 2010 VP161
- (745262) 2010 VD165
- (745263) 2010 VD177
- (745264) 2010 VV184
- (745265) 2010 VZ189
- (745266) 2010 VQ193
- (745267) 2010 VF198
- (745268) 2010 VH206
- (745269) 2010 VS213
- (745270) 2010 VX214
- (745271) 2010 VM227
- (745272) 2010 VF228
- (745273) 2010 VK229
- (745274) 2010 VX232
- (745275) 2010 VH233
- (745276) 2010 VM233
- (745277) 2010 VS233
- (745278) 2010 VS238
- (745279) 2010 VD239
- (745280) 2010 VE239
- (745281) 2010 VP239
- (745282) 2010 VO241
- (745283) 2010 VK244
- (745284) 2010 VO245
- (745285) 2010 VA248
- (745286) 2010 VB248
- (745287) 2010 VH253
- (745288) 2010 VF257
- (745289) 2010 VQ257
- (745290) 2010 VR274
- (745291) 2010 VL278
- (745292) 2010 WP
- (745293) 2010 WY2
- (745294) 2010 WR6
- (745295) 2010 WQ11
- (745296) 2010 WH12
- (745297) 2010 WL14
- (745298) 2010 WB27
- (745299) 2010 WJ27
- (745300) 2010 WR27
- (745301) 2010 WV28
- (745302) 2010 WH31
- (745303) 2010 WU31
- (745304) 2010 WV54
- (745305) 2010 WZ68
- (745306) 2010 WR73
- (745307) 2010 WO78
- (745308) 2010 XY3
- (745309) 2010 XH7
- (745310) 2010 XW14
- (745311) 2010 XC15
- (745312) 2010 XN20
- (745313) 2010 XE21
- (745314) 2010 XV32
- (745315) 2010 XE39
- (745316) 2010 XS46
- (745317) 2010 XE50
- (745318) 2010 XS57
- (745319) 2010 XK60
- (745320) 2010 XV63
- (745321) 2010 XC68
- (745322) 2010 XU83
- (745323) 2010 XH85
- (745324) 2010 XW87
- (745325) 2010 XP91
- (745326) 2010 XL94
- (745327) 2010 XL95
- (745328) 2010 XP95
- (745329) 2010 XR95
- (745330) 2010 XV95
- (745331) 2010 XF96
- (745332) 2010 XL96
- (745333) 2010 XR96
- (745334) 2010 XN97
- (745335) 2010 XR100
- (745336) 2010 XL101
- (745337) 2010 XO101
- (745338) 2010 XE102
- (745339) 2010 XA103
- (745340) 2010 XH103
- (745341) 2010 XB104
- (745342) 2010 XE104
- (745343) 2010 XO104
- (745344) 2010 XB107
- (745345) 2010 XB112
- (745346) 2010 XM112
- (745347) 2010 XL118
- (745348) 2010 YG1
- (745349) 2010 YU1
- (745350) 2010 YX5
- (745351) 2011 AB1
- (745352) 2011 AU7
- (745353) 2011 AF11
- (745354) 2011 AS12
- (745355) 2011 AH17
- (745356) 2011 AF21
- (745357) 2011 AB26
- (745358) 2011 AR28
- (745359) 2011 AX29
- (745360) 2011 AM31
- (745361) 2011 AW35
- (745362) 2011 AN41
- (745363) 2011 AZ44
- (745364) 2011 AQ45
- (745365) 2011 AK47
- (745366) 2011 AE51
- (745367) 2011 AK53
- (745368) 2011 AV53
- (745369) 2011 AP55
- (745370) 2011 AQ59
- (745371) 2011 AK61
- (745372) 2011 AR68
- (745373) 2011 AV68
- (745374) 2011 AQ70
- (745375) 2011 AA73
- (745376) 2011 AD78
- (745377) 2011 AF80
- (745378) 2011 AQ83
- (745379) 2011 AP84
- (745380) 2011 AV84
- (745381) 2011 AG85
- (745382) 2011 AM85
- (745383) 2011 AG86
- (745384) 2011 AW86
- (745385) 2011 AY86
- (745386) 2011 AE87
- (745387) 2011 AH87
- (745388) 2011 AJ87
- (745389) 2011 AP89
- (745390) 2011 AS89
- (745391) 2011 AK90
- (745392) 2011 AL90
- (745393) 2011 AK93
- (745394) 2011 AF97
- (745395) 2011 AZ106
- (745396) 2011 BL
- (745397) 2011 BK3
- (745398) 2011 BG5
- (745399) 2011 BN5
- (745400) 2011 BG6
- (745401) 2011 BR6
- (745402) 2011 BJ7
- (745403) 2011 BN12
- (745404) 2011 BJ16
- (745405) 2011 BJ18
- (745406) 2011 BV18
- (745407) 2011 BK19
- (745408) 2011 BR26
- (745409) 2011 BL30
- (745410) 2011 BQ30
- (745411) 2011 BK44
- (745412) 2011 BE47
- (745413) 2011 BU51
- (745414) 2011 BQ52
- (745415) 2011 BB57
- (745416) 2011 BR59
- (745417) 2011 BF68
- (745418) 2011 BN68
- (745419) 2011 BT72
- (745420) 2011 BU73
- (745421) 2011 BX74
- (745422) 2011 BE78
- (745423) 2011 BF81
- (745424) 2011 BT81
- (745425) 2011 BJ90
- (745426) 2011 BF92
- (745427) 2011 BL92
- (745428) 2011 BE94
- (745429) 2011 BH94
- (745430) 2011 BL95
- (745431) 2011 BF99
- (745432) 2011 BJ102
- (745433) 2011 BD107
- (745434) 2011 BW108
- (745435) 2011 BB110
- (745436) 2011 BQ111
- (745437) 2011 BX114
- (745438) 2011 BC119
- (745439) 2011 BM119
- (745440) 2011 BE122
- (745441) 2011 BR124
- (745442) 2011 BD127
- (745443) 2011 BE129
- (745444) 2011 BO129
- (745445) 2011 BJ132
- (745446) 2011 BV136
- (745447) 2011 BK145
- (745448) 2011 BE146
- (745449) 2011 BO149
- (745450) 2011 BQ153
- (745451) 2011 BS165
- (745452) 2011 BO167
- (745453) 2011 BG169
- (745454) 2011 BT170
- (745455) 2011 BU170
- (745456) 2011 BY170
- (745457) 2011 BL171
- (745458) 2011 BO171
- (745459) 2011 BP171
- (745460) 2011 BV171
- (745461) 2011 BW171
- (745462) 2011 BB172
- (745463) 2011 BR172
- (745464) 2011 BE173
- (745465) 2011 BT174
- (745466) 2011 BW174
- (745467) 2011 BL175
- (745468) 2011 BN175
- (745469) 2011 BC176
- (745470) 2011 BV176
- (745471) 2011 BF177
- (745472) 2011 BU177
- (745473) 2011 BZ177
- (745474) 2011 BJ178
- (745475) 2011 BO181
- (745476) 2011 BS181
- (745477) 2011 BW181
- (745478) 2011 BE182
- (745479) 2011 BO182
- (745480) 2011 BQ182
- (745481) 2011 BK184
- (745482) 2011 BN187
- (745483) 2011 BX196
- (745484) 2011 BH202
- (745485) 2011 BF204
- (745486) 2011 CV1
- (745487) 2011 CY5
- (745488) 2011 CK6
- (745489) 2011 CY12
- (745490) 2011 CF14
- (745491) 2011 CH15
- (745492) Saanich
- (745493) 2011 CU24
- (745494) 2011 CY30
- (745495) 2011 CZ39
- (745496) 2011 CN44
- (745497) 2011 CM45
- (745498) 2011 CU50
- (745499) 2011 CG51
- (745500) 2011 CD55
- (745501) 2011 CH55
- (745502) 2011 CU57
- (745503) 2011 CY63
- (745504) 2011 CD64
- (745505) 2011 CG68
- (745506) 2011 CQ69
- (745507) 2011 CS69
- (745508) 2011 CF72
- (745509) 2011 CK73
- (745510) 2011 CZ78
- (745511) 2011 CG80
- (745512) 2011 CL83
- (745513) 2011 CE84
- (745514) 2011 CE85
- (745515) 2011 CH85
- (745516) 2011 CH86
- (745517) 2011 CL87
- (745518) 2011 CD89
- (745519) 2011 CL89
- (745520) 2011 CW90
- (745521) 2011 CY91
- (745522) 2011 CL92
- (745523) 2011 CB97
- (745524) 2011 CZ97
- (745525) 2011 CM105
- (745526) 2011 CC106
- (745527) 2011 CJ111
- (745528) 2011 CE114
- (745529) 2011 CD115
- (745530) 2011 CX118
- (745531) 2011 CY121
- (745532) 2011 CQ122
- (745533) 2011 CR122
- (745534) 2011 CX122
- (745535) 2011 CG123
- (745536) 2011 CS123
- (745537) 2011 CR124
- (745538) 2011 CU124
- (745539) 2011 CO126
- (745540) 2011 CM128
- (745541) 2011 CX128
- (745542) 2011 CN130
- (745543) 2011 CH131
- (745544) 2011 CV133
- (745545) 2011 CZ133
- (745546) 2011 CN134
- (745547) 2011 CZ145
- (745548) 2011 CH146
- (745549) 2011 CD151
- (745550) 2011 DK2
- (745551) 2011 DQ4
- (745552) 2011 DU5
- (745553) 2011 DF7
- (745554) 2011 DA8
- (745555) 2011 DC8
- (745556) 2011 DF8
- (745557) 2011 DE10
- (745558) 2011 DU11
- (745559) 2011 DG18
- (745560) 2011 DP18
- (745561) 2011 DA21
- (745562) 2011 DU27
- (745563) 2011 DX29
- (745564) 2011 DJ30
- (745565) 2011 DK36
- (745566) 2011 DW40
- (745567) 2011 DT43
- (745568) 2011 DJ46
- (745569) 2011 DC47
- (745570) 2011 DD47
- (745571) 2011 DO50
- (745572) 2011 DZ50
- (745573) 2011 DS53
- (745574) 2011 DF54
- (745575) 2011 DD58
- (745576) 2011 ET
- (745577) 2011 EH3
- (745578) 2011 EX3
- (745579) 2011 EJ4
- (745580) 2011 EG7
- (745581) 2011 EB10
- (745582) 2011 EG10
- (745583) 2011 EZ12
- (745584) 2011 EJ19
- (745585) 2011 EH23
- (745586) 2011 EZ26
- (745587) 2011 EA36
- (745588) 2011 EZ36
- (745589) 2011 EW51
- (745590) 2011 EE55
- (745591) 2011 EY55
- (745592) 2011 EG56
- (745593) 2011 EJ58
- (745594) 2011 EX61
- (745595) 2011 ES65
- (745596) 2011 EX66
- (745597) 2011 EG71
- (745598) 2011 EO79
- (745599) 2011 ES79
- (745600) 2011 EM83
- (745601) 2011 EN83
- (745602) 2011 EW88
- (745603) 2011 EU89
- (745604) 2011 EB92
- (745605) 2011 EC92
- (745606) 2011 EB93
- (745607) 2011 EN93
- (745608) 2011 EX93
- (745609) 2011 EF94
- (745610) 2011 EW94
- (745611) 2011 EP95
- (745612) 2011 EQ99
- (745613) 2011 EO104
- (745614) 2011 EN105
- (745615) 2011 EU111
- (745616) 2011 ED113
- (745617) 2011 FJ7
- (745618) 2011 FP8
- (745619) 2011 FR15
- (745620) 2011 FL25
- (745621) 2011 FV33
- (745622) 2011 FF37
- (745623) 2011 FH38
- (745624) 2011 FL43
- (745625) 2011 FB44
- (745626) 2011 FT45
- (745627) 2011 FX45
- (745628) 2011 FT50
- (745629) 2011 FZ64
- (745630) 2011 FV67
- (745631) 2011 FS69
- (745632) 2011 FX70
- (745633) 2011 FB74
- (745634) 2011 FN75
- (745635) 2011 FL80
- (745636) 2011 FD82
- (745637) 2011 FS85
- (745638) 2011 FF88
- (745639) 2011 FQ91
- (745640) 2011 FU91
- (745641) 2011 FD98
- (745642) 2011 FO99
- (745643) 2011 FJ100
- (745644) 2011 FJ103
- (745645) 2011 FY104
- (745646) 2011 FP105
- (745647) 2011 FT115
- (745648) 2011 FA119
- (745649) 2011 FX122
- (745650) 2011 FD132
- (745651) 2011 FB133
- (745652) 2011 FJ134
- (745653) 2011 FW134
- (745654) 2011 FW135
- (745655) 2011 FN137
- (745656) 2011 FX139
- (745657) 2011 FT143
- (745658) 2011 FX144
- (745659) 2011 FD145
- (745660) 2011 FQ145
- (745661) 2011 FU152
- (745662) 2011 FT155
- (745663) 2011 FP160
- (745664) 2011 FU160
- (745665) 2011 FW161
- (745666) 2011 FW163
- (745667) 2011 FD164
- (745668) 2011 FY164
- (745669) 2011 FU165
- (745670) 2011 FQ166
- (745671) 2011 FR166
- (745672) 2011 FR167
- (745673) 2011 GY5
- (745674) 2011 GZ11
- (745675) 2011 GV15
- (745676) 2011 GG19
- (745677) 2011 GD26
- (745678) 2011 GB29
- (745679) 2011 GE30
- (745680) 2011 GC31
- (745681) 2011 GH34
- (745682) 2011 GV37
- (745683) 2011 GC43
- (745684) 2011 GZ44
- (745685) 2011 GO57
- (745686) 2011 GJ63
- (745687) 2011 GY67
- (745688) 2011 GS68
- (745689) 2011 GH71
- (745690) 2011 GJ72
- (745691) 2011 GP74
- (745692) 2011 GL78
- (745693) 2011 GY78
- (745694) 2011 GW80
- (745695) 2011 GF82
- (745696) 2011 GC83
- (745697) 2011 GO88
- (745698) 2011 GZ89
- (745699) 2011 GV90
- (745700) 2011 GT91
- (745701) 2011 GA92
- (745702) 2011 GX92
- (745703) 2011 GL93
- (745704) 2011 GT93
- (745705) 2011 GO94
- (745706) 2011 GS95
- (745707) 2011 GX95
- (745708) 2011 GB96
- (745709) 2011 GF96
- (745710) 2011 GK96
- (745711) 2011 GU96
- (745712) 2011 GK98
- (745713) 2011 GG99
- (745714) 2011 GY100
- (745715) 2011 GG101
- (745716) 2011 GE102
- (745717) 2011 GQ103
- (745718) 2011 GS103
- (745719) 2011 GQ108
- (745720) 2011 HD
- (745721) 2011 HT3
- (745722) 2011 HF5
- (745723) 2011 HU7
- (745724) 2011 HM8
- (745725) 2011 HF9
- (745726) 2011 HW10
- (745727) 2011 HC11
- (745728) 2011 HE11
- (745729) 2011 HC12
- (745730) 2011 HG16
- (745731) 2011 HK23
- (745732) 2011 HN31
- (745733) 2011 HZ33
- (745734) 2011 HW35
- (745735) 2011 HH37
- (745736) 2011 HF41
- (745737) 2011 HW44
- (745738) 2011 HT47
- (745739) 2011 HT48
- (745740) 2011 HQ49
- (745741) 2011 HB52
- (745742) 2011 HX53
- (745743) 2011 HR57
- (745744) 2011 HA70
- (745745) 2011 HC70
- (745746) 2011 HF70
- (745747) 2011 HQ70
- (745748) 2011 HO73
- (745749) 2011 HC77
- (745750) 2011 HR78
- (745751) 2011 HB88
- (745752) 2011 HA89
- (745753) 2011 HE93
- (745754) 2011 HE97
- (745755) 2011 HM98
- (745756) 2011 HL101
- (745757) 2011 HP104
- (745758) 2011 HR104
- (745759) 2011 HY104
- (745760) 2011 HR106
- (745761) 2011 HC107
- (745762) 2011 HD107
- (745763) 2011 HF107
- (745764) 2011 HH107
- (745765) 2011 HO107
- (745766) 2011 HP107
- (745767) 2011 HR107
- (745768) 2011 HY107
- (745769) 2011 HQ108
- (745770) 2011 HF109
- (745771) 2011 HH109
- (745772) 2011 HR109
- (745773) 2011 HV109
- (745774) 2011 HB110
- (745775) 2011 HO110
- (745776) 2011 HZ110
- (745777) 2011 HB111
- (745778) 2011 JZ3
- (745779) 2011 JB6
- (745780) 2011 JU6
- (745781) 2011 JM15
- (745782) 2011 JT15
- (745783) 2011 JV19
- (745784) 2011 JD31
- (745785) 2011 JH33
- (745786) 2011 JO33
- (745787) 2011 JR33
- (745788) 2011 JY33
- (745789) 2011 JE34
- (745790) 2011 JQ34
- (745791) 2011 JJ35
- (745792) 2011 JL35
- (745793) 2011 JM35
- (745794) 2011 JS35
- (745795) 2011 JN36
- (745796) 2011 JW36
- (745797) 2011 JO37
- (745798) 2011 JC38
- (745799) 2011 KM
- (745800) 2011 KQ
- (745801) 2011 KE1
- (745802) 2011 KF1
- (745803) 2011 KU3
- (745804) 2011 KP4
- (745805) 2011 KR21
- (745806) 2011 KP23
- (745807) 2011 KY23
- (745808) 2011 KD24
- (745809) 2011 KS30
- (745810) 2011 KF32
- (745811) 2011 KS35
- (745812) 2011 KF37
- (745813) 2011 KE38
- (745814) 2011 KA41
- (745815) 2011 KA42
- (745816) 2011 KW43
- (745817) 2011 KT45
- (745818) 2011 KB46
- (745819) 2011 KH47
- (745820) 2011 KR48
- (745821) 2011 KA50
- (745822) 2011 KF50
- (745823) 2011 KT50
- (745824) 2011 KO52
- (745825) 2011 KP52
- (745826) 2011 KR52
- (745827) 2011 KV52
- (745828) 2011 KG53
- (745829) 2011 KK53
- (745830) 2011 KP53
- (745831) 2011 KQ53
- (745832) 2011 KQ54
- (745833) 2011 KY54
- (745834) 2011 KB55
- (745835) 2011 KL55
- (745836) 2011 KY55
- (745837) 2011 KN56
- (745838) 2011 KV57
- (745839) 2011 LG6
- (745840) 2011 LE13
- (745841) 2011 LR14
- (745842) 2011 LW14
- (745843) 2011 LQ15
- (745844) 2011 LV15
- (745845) 2011 LP20
- (745846) 2011 LB21
- (745847) 2011 LK23
- (745848) 2011 LZ25
- (745849) 2011 LU26
- (745850) 2011 LO29
- (745851) 2011 LQ29
- (745852) 2011 LS29
- (745853) 2011 LX29
- (745854) 2011 LY29
- (745855) 2011 LB30
- (745856) 2011 LE30
- (745857) 2011 LJ30
- (745858) 2011 LS31
- (745859) 2011 LW31
- (745860) 2011 LA32
- (745861) 2011 LD32
- (745862) 2011 LG32
- (745863) 2011 LK32
- (745864) 2011 LM32
- (745865) 2011 LO32
- (745866) 2011 LR32
- (745867) 2011 LE33
- (745868) 2011 LY33
- (745869) 2011 LE34
- (745870) 2011 MK2
- (745871) 2011 MG4
- (745872) 2011 MQ9
- (745873) 2011 MY11
- (745874) 2011 MC13
- (745875) 2011 MF13
- (745876) 2011 MG14
- (745877) 2011 MH15
- (745878) 2011 MJ15
- (745879) 2011 NC
- (745880) 2011 NG
- (745881) 2011 NS4
- (745882) 2011 NG5
- (745883) 2011 NR5
- (745884) 2011 OD
- (745885) 2011 OX5
- (745886) 2011 OQ8
- (745887) 2011 OO9
- (745888) 2011 OX10
- (745889) 2011 OM12
- (745890) 2011 OB13
- (745891) 2011 OK24
- (745892) 2011 OS24
- (745893) 2011 OK29
- (745894) 2011 OH32
- (745895) 2011 OP32
- (745896) 2011 OQ32
- (745897) 2011 OR36
- (745898) 2011 OW37
- (745899) 2011 OQ38
- (745900) 2011 OB40
- (745901) 2011 OC41
- (745902) 2011 OF51
- (745903) 2011 OQ51
- (745904) 2011 OR51
- (745905) 2011 OE53
- (745906) 2011 OL56
- (745907) 2011 OW56
- (745908) 2011 OS58
- (745909) 2011 OE61
- (745910) 2011 OL61
- (745911) 2011 OS61
- (745912) 2011 OH62
- (745913) 2011 OC63
- (745914) 2011 OR63
- (745915) 2011 OR64
- (745916) 2011 OS65
- (745917) 2011 OU65
- (745918) 2011 OG66
- (745919) 2011 OJ66
- (745920) 2011 OK66
- (745921) 2011 OT66
- (745922) 2011 OY66
- (745923) 2011 OG67
- (745924) 2011 OK67
- (745925) 2011 OX67
- (745926) 2011 OB69
- (745927) 2011 OD69
- (745928) 2011 OE69
- (745929) 2011 OL70
- (745930) 2011 OY70
- (745931) 2011 OL71
- (745932) 2011 OX71
- (745933) 2011 OW72
- (745934) 2011 OV77
- (745935) 2011 PG2
- (745936) 2011 PU3
- (745937) 2011 PD4
- (745938) 2011 PO11
- (745939) 2011 PZ15
- (745940) 2011 PA16
- (745941) 2011 PA17
- (745942) 2011 PC17
- (745943) 2011 PF17
- (745944) 2011 PR17
- (745945) 2011 PF19
- (745946) 2011 PB21
- (745947) 2011 PT21
- (745948) 2011 PZ21
- (745949) 2011 PK23
- (745950) 2011 QF2
- (745951) 2011 QC4
- (745952) 2011 QJ6
- (745953) 2011 QP6
- (745954) 2011 QQ6
- (745955) 2011 QM12
- (745956) 2011 QE13
- (745957) 2011 QQ14
- (745958) 2011 QM16
- (745959) 2011 QB17
- (745960) 2011 QU17
- (745961) 2011 QB19
- (745962) 2011 QZ19
- (745963) 2011 QL20
- (745964) 2011 QP20
- (745965) 2011 QO21
- (745966) 2011 QM22
- (745967) 2011 QX26
- (745968) 2011 QB28
- (745969) 2011 QW31
- (745970) 2011 QK34
- (745971) 2011 QX34
- (745972) 2011 QX42
- (745973) 2011 QK44
- (745974) 2011 QM44
- (745975) 2011 QH45
- (745976) 2011 QU45
- (745977) 2011 QO46
- (745978) 2011 QP53
- (745979) 2011 QJ54
- (745980) 2011 QB56
- (745981) 2011 QD63
- (745982) 2011 QO66
- (745983) 2011 QZ70
- (745984) 2011 QD71
- (745985) 2011 QY74
- (745986) 2011 QR75
- (745987) 2011 QU80
- (745988) 2011 QX81
- (745989) 2011 QH85
- (745990) 2011 QS86
- (745991) 2011 QX87
- (745992) 2011 QK88
- (745993) 2011 QH98
- (745994) 2011 QM98
- (745995) 2011 QW98
- (745996) 2011 QU100
- (745997) 2011 QV100
- (745998) 2011 QX100
- (745999) 2011 QB101
- (746000) 2011 QL101